# L'Éclipse de Luna
L'Éclipse de Luna est un feuilleton interactif diffusé quotidiennement en streaming audio puis vidéo sur le site internet de Canal+ durant l'été 1999. Le feuilleton met en scène la comédienne Luna Sentz à la recherche d'un ancien amoureux à travers Paris puis en Bretagne. Les internautes pouvaient dialoguer en temps réel avec la comédienne qui ne connaissait pas le scénario à l'avance, et donc influencer le déroulement de l'histoire. Ce qui fait de ce feuilleton une des premières expériences de contenu généré par les utilisateurs. À l'époque l'Éclipse de Luna est quelque chose de totalement inédit qui permet de mettre en valeur les nouvelles technologies disponibles sur Internet.
Le titre évoque à la fois le prénom de la comédienne et l'éclipse solaire du 11 août 1999 qui a eu lieu à la même période.
Cette fiction entièrement online avait été imaginée et initiée par Alain Le Diberder alors Directeur des nouveaux programmes de Canal+ avant d'être Directeur des programmes de Arte. Le réalisateur et chef de projet de cette fiction était Jocelyn Guyon alors réalisateur à Canal+. Les ingénieurs de la société Tapages & Nocturnes ont participé à la résolution des problèmes de diffusion du signal en mouvement, allant jusqu'à tester l'exploitation d'une liaison satellite son, pour y faire passer des datas vidéo. La solution retenue exploitera en fait le réseau téléphonique de l'époque en exploitant une technologie d'antenne de provenance militaire.
Différents partenaires se sont greffés en cours de fiction. Par exemple, le bijoutier Cartier avait livré des diamants sur une péniche sur la Seine pendant la fiction.

## Techniques
- Le site était en Flash et HTML
- Le lecteur vidéo utilisé était RealPlayer
- Les débits disponibles à l'époque étaient de 56 kbit/s maximum par liaison filaire et de 28 kbit/s maximum par liaison radio
- Les déplacements (moto, voiture de collection, montgolfière, barque, péniche) étant un élément constitutif de la fiction, la transmission sans fil s'effectuait via des équipements GSM data équipés d'antennes externes puissantes (matériel militaire déclassé)
- Un « netman » (cadreur et opérateur de la connexion) était équipé d'un harnais regroupant :

- 1 PC portable pour encodage, monitoring, chat, et gestion de la connexion,

- 1 carte dédiée à la transmission des data (reliée à une antenne portable externe),

- 1 téléphone GSM avec abonnements data,

- 1 caméra DV,

- des batteries,

- 1 antenne portable externe de type « militaire »,

- un accès large à des fréquences radio réservées aux industriels et militaires.

## Compétitions
- Sélection au FIFI (Festival International du Film d'Internet)